# Dryinus
Dryinus är ett släkte av steklar som beskrevs av Pierre André Latreille 1804. Dryinus ingår i familjen stritsäcksteklar.
Släktet innehåller bara arten Dryinus niger.